# Marco Sportiello
Marco Sportiello (* 10. Mai 1992 in Desio) ist ein italienischer Fußballspieler. Der Torhüter steht aktuell bei Atalanta Bergamo unter Vertrag.

## Karriere

### Im Verein
Nach einem Jahr bei der ASD Zibido San Giacomo wechselte Sportiello 1999 in die Jugendakademie von Atalanta Bergamo, welche er bis 2010 besuchte. Seine Laufbahn setzte er nach Ende seiner Juniorenzeit bei der USD 1913 Seregno Calcio in der Serie D fort, die sich die Hälfte von Sportiellos Transferrechten sicherten. In der Spielzeit 2010/11 absolvierte er 28 Partien und qualifizierte sich mit Seregno für die Play-offs, in denen man sich aber nicht durchsetzen konnte. Bereits nach einem Jahr verließ er Seregno wieder und wechselte zur US Poggibonsi, die die Transferrechte Sportiellos von Seregno übernahmen, in die Lega Pro Seconda Divisione. In der Saison 2011/12 stand er in 34 Partien zwischen den Pfosten und belegte mit Poggibonsi am Ende der Spielzeit einen Mittelfeldplatz. Im Sommer erwarb Atalanta die Transferrechte an Sportiello zurück.
Um ihm weiterhin Spielpraxis zu ermöglichen, verlieh man Sportiello für die Spielzeit 2012/13 an den FC Carpi. Am Ende der Saison, in der Sportiello 30 Partien für Carpi absolvierte, qualifizierte man sich für Play-offs, in denen man sich gegen den FC Südtirol und die US Lecce durchsetzen konnte und somit in die Serie B aufstieg. Sportiello kehrte allerdings nach den Play-offs zu Atalanta zurück.
In seiner ersten Spielzeit bei Atalanta war Sportiello zweiter Torwart hinter Andrea Consigli, den er in drei Spielen vertreten durfte. Sein Serie-A-Debüt gab Sportiello am 12. Januar 2014 beim 2:1-Sieg über Catania Calcio. Nach der Saison wechselte Consigli zum Ligakonkurrenten US Sassuolo Calcio und Sportiello stieg zur Nummer eins im Tor der Nerazzurri auf. Er stand die Spielzeit 2014/15 in allen außer einem Spiel, das er aufgrund einer Gelbsperre verpasste, im Tor von Atalanta und schaffte mit den Neroblu den Klassenerhalt.
Nachdem Sportiello in der Hinrunde der Spielzeit 2016/17 von Neuzugang Etrit Berisha verdrängt wurde, wechselte er im Januar 2017 zur AC Florenz. Er wurde im März 2020 positiv auf COVID-19 getestet.
Zur Saison 2023/24 wechselte Sportiello zur AC Mailand und unterschrieb dort einen Vertrag bis Sommer 2027. Bei Milan war er der Ersatztorhüter hinter Mike Maignan. Als dieser sich im September 2023 beim Spiel gegen Newcastle United in der UEFA Champions League verletzte, wurde Sportiello in der zweiten Halbzeit eingewechselt und spielte dadurch erstmals für die Mailänder. Anfang Januar 2025 gewann er mit Milan den italienischen Superpokal, kam in den beiden Partien gegen Juventus Turin und Inter Mailand allerdings nicht zum Einsatz. In zwei Jahren absolvierte er insgesamt zwölf Pflichtspiele für den Verein.
Mitte Juli 2025 kehrte Sportiello zu Atalanta Bergamo zurück.

### In der Nationalmannschaft
Nach einer Nominierung ohne Einsatz im März 2015 wurde Sportiello von Luigi Di Biagio in den Kader der U21-Nationalmannschaft für die U-21-Fußball-Europameisterschaft 2015 in Tschechien berufen. Bei dem Turnier, in welchem die Azzurrini bereits in der Gruppenphase ausschieden, blieb er jedoch erneut ohne Einsatz. Es blieb die letzte Nominierung des Torhüters für die Juniorennationalmannschaft. 
Im Mai 2016 wurde Sportiello von Antonio Conte für ein Trainingslager in Vorbereitung auf die Europameisterschaft 2016 nominiert. Den Sprung in den endgültigen Kader verpasste er jedoch und wurde seitdem auch nicht weiter berücksichtigt.

## Erfolge
- Aufstieg in die Serie B: 2012/13 (FC Carpi)
- Italienischer Superpokalsieger: 2024/25 (AC Mailand)